# Mramorsko Brdo
Mramorsko Brdo (cyr. Мраморско Брдо) – wieś w Serbii, w okręgu niszawskim, w gminie Merošina. W 2011 roku liczyła 189 mieszkańców.